# سيتا سوجيرو
سيتا سوجيرو 瀬田 宗次郎 وفي النسخ الإنجليزية سوجيرو سيتا، هو شخصية خيالية من عالم روروني كنشين من نوبوهيرو واتسوكي، وهو الذراع اليمنى لشيشيو ماكوتو.

## ابتكار الشخصية وتصورها
وضح واتوسكي أن تصميم الشخصية مستند بشكل بسيط على أوكيتا سوجي قائد الجوقة الأولى لفرقة شينسنغومي، اسم «سيتا سوجيرو» أصله من اسم «أوكيتا سوجيرو» الاسم الذي حمله أوكيتا في بدايات حياته، شخصية سوجيرو مستوحاة من أوكيتا في رواية شينسنغومي كيبوروكو من تأليف ريوتارو شيبا، وفيها «يفقد أوكيتا جزءا مهما من قلبه» ما يجعله ذلك فاقدا للأحاسيس ومرعبا إلى حد ما. واتسوكي وضح أن بعض الجماهير لم تعجبهم حقيقة كون شخصية أوكيتا شريرة، فوضح أن استخدامه لأوكيتا من شينسنغومي كيبوروكو كان جيدا. واتسوكي أعطى لسوجيرو «مظهرا أنثويا» فكانت ابتسامته «ذات مظهر ملائم» له. بصدور العدد التاسع قال واتسوكي أنه سيحسن من رسم سوجيرو بعد ازدياد شعبيته.
عدم وجود أحاسيس لسوجيرو مستوحى من نسخة شيبا لأوكيتا سوجي، هذا التصور كان لدى واتسوكي من الأمور الصعبة في الرسم. تاريخيا مات أوكيتا شابا لكن واتسوكي قرر أن لا يكرر ذلك في القصة حتى يجعل سوجيرو يعيش وفق طريقته بدلا من العيش وفق أوامر شخص آخر، تمنى لو يستطيع إشراكه في الأعداد التالية لكنه رأى أن ذلك غير ممكن.

## موجز الشخصية

### الشخصية
يقوم سوجيرو بدور الذراع اليمنى لشيشيو ومنفذ عمليات اغتيال دربه شيشيو بنفسه، يفتقد سوجيرو للدافع الهجومي، وببساطة يفتقد المشاعر، وبهذا لا يظهر غضبا أو خوفا من أعدائه، ينعكس ذلك في مظهره فيبدو طبيعيا في وجهه ولباسه.
عادة ما يبدو سوجيرو مبتسما متأدب التصرفات، ينادي الآخرين مستخدما ألقاب التشريف اليابانية، لكن وراء الابتسامة يخفي سوجيرو مشاعره الحقيقية، على كل توجد بينه وبين يومي علاقة خاصة فيعتبرها كأخته الكبرى. يرتدي سوجيرو عادة كيمونو أزرق مع واقي يد أبيض.

### الخلفية
ابتسامة سوجيرو عائدة إلى ماضيه الأليم. ولد سوجيرو في مقاطعة كاناغاوا في السنة الأولى من فترة بونكيو (1861). سوجيرو هو ابن غير شرعي لأب تركه في رعاية عائلته التي بقيت تسيء إلى سوجيرو، عاملا لديهم بحمل أكياس الرز من وإلى مستودعات العائلة، وكلما تعثر بالحمل عاقبه أفراد العائلة بقسوة، كون سوجيرو مناعة ضد ضربه له بالابتسامة والتجلد حتى يملوا منه ويتركوه.
في ليلة، يقابل شيشيو الهارب من الشرطة، يشهد سوجيرو قتله لعدد من أفرادها فيتهيأ لقتله أيضا غير أن ابتسامة سوجيرو أثارت فضوله، فأبقاه على حياته مقابل المأوى والطعام والضمادات، يعلمه شيشيو أن القوي من يعيش، وبهذا المبدأ وبسيف أعطاه له شيشيو يقتل سوجيرو جميع أفراد عائلته وهو في الثامنة، وهم يحاولون قتله على استضافته لشيشيو.

## مهارات القتال
فقدانه للمشاعر، بساطة عقله وفقدانه للإحساس بسبب مبدأ القوي من يعيش والضعيف من يموت، ومهارات القتال لديه كل ذلك جعله خصما عنيفا لكنشين. وبكونه سيدا في أسلوب قتال بالسيف خاص به نال لقب تينكين 天剣 (سيف السماء)، مهارته شوكوتشي (الأرض الضيقة) تعطيه سرعة وقوة لا يستطيع أحد مراقبتها.
أثناء قتاله كنشين، يتحدث سوجيرو عن كونه يقوم بحركة «قريبة من شوكوتشي بثلاث خطوات» وأيضا «قريبة من شوكوتشي بخطوتين»، وأثناء قيامه بذلك لا يرى منه سوى آثار خطوات قدميه على سجادة تاتامي، عندما ينفذ الحركة «قريبة من شوكوتشي بخطوة واحدة» يستطيع سوجيرو الهجوم من كافة الزوايا طولا وعرضا، وعندما ينفذ حركة شوكوتشي الحقيقية، لا يستطيع أحد رؤيته حتى كنشين، استطاع سوجيرو التصدي لضربة كوزو-ريوسين التي لم يستطع أحد صدها من قبل حتى كنشين أمام مدربه، كما كان أول من يجرح كنشين في ظهره في السلسلة.
سوجيرو ماهر في أسلوب باتوجوتسو مثل كنشين كما ظهر عندما فعل ذلك بالمرة التي كسر فيها سيف كنشين، ابتكر مهارة خاصة به شونتينساتسو 瞬天殺 (حرفيا: القتل السماوي السريع، القتل الفوري بسيف السماء) بدمج أسلوب باتوجوتسو مع شوكوتشي، وبها تقتل الخصم قبل أن يسقط أرضا.

## موجز الحبكة الروائية
يظهر سوجيرو لأول مرة باغتياله أوكوبو المتجه بعربته إلى اجتماع، سرعة سوجيرو الخيالية مكنته من الصعود على العربة دون أن يلاحظه أحد، وقبل أن يتصدى بعض الساموراي بالطريق بنية قتل أوكوبو، يقتل سوجيرو أوكوبو قبل أن يقوموا بذلك، ولرغبتهم القوية في التخلص منه، ينسب أولئك الساموراي عملية الاغتيال إلى أنفسهم (أوكوبو في الحقيقة تم اغتياله على أيديهم). لاحقا عندما يهزم كنشين سنكاكو يتبارز سوجيرو معه مستخدمين أسلوب باتوجوتسو، لتنتهي المبارزة بتلف السيفين، بعدها يرسل شيشيو سجيرو في مهمة لجمع أفراد جوبونغاتانا المتمركزون شرق اليابان.
عندما يتقدم كنشين في قتاله في مقر شيشيو ويصل إلى غرفة المساحة الضيقة حيث سوجيرو، يخوض معه القتال وفيه تظهر مشاعر سوجيرو الحقيقية على السطح، عندما يستخدم كنشين مهارة أماكاكيرو ريو نو هيراميكي لصد مهارة سوجيرو الخاصة، يكتشف سوجيرو سر ضربة كنشين التي انتصر بها، ليطلب من يومي تمرير السر إلى شيشيو إضافة إلى طلبه منه أن يغادر مرتحلا للعثور على الحقيقة التي يريدها بعد أن ينهزم شيشيو.

## اقرأ أيضا
- شيشيو ماكوتو، الرجل الذي وقف بجانب سوجيرو